# Яцуненко, Александр Дмитриевич
Александр Дмитриевич Яцуненко (1916 год — 1978 год) — горный мастер шахты № 3 треста «Орджоникидзеуголь» комбината «Артёмуголь» Министерства угольной промышленности Украинской ССР, Донецкая область. Герой Социалистического Труда (1966).
Досрочно выполнил личные социалистические обязательства и плановые задания семилетки (1959—1965) по добыче угля. Указом Президиума Верховного Совета СССР от 29 июня 1966 года «за выдающиеся заслуги в выполнении заданий 7-летнего плана по развитию угольной и сланцевой промышленности и достижение высоких технико-экономических показателей» удостоен звания Героя Социалистического Труда с вручением ордена Ленина и золотой медали «Серп и Молот».
Скончался в 1978 году.